# Benadade III
Benadade III foi rei do Reino de Arã-Damasco, reinando de 796 a 770 a.C.. Era filho do usurpador Hazael e foi batizado em honra dos reis ilustres de outrora. Era coetâneo de Amassias de Judá e Joacaz de Israel. Dedicou seu reinado a combater Israel, mas Joás, filho de Joacaz, o derrotou em três ocasiões e retomou as cidades que conquistou. Foi sucedido por Rezim.